# 協栄
株式会社協栄（きょうえい、英: KYOEI, Inc.）は、東京都中央区に本社を置く清掃・設備管理・警備・イベント運営・スポーツ施設管理を行う企業である。

## 概要
東京五輪と同年の1964年（昭和39年）にビルの総合管理業務を目的として設立された。創業時の社名は協栄ビルメンテナンスであり、2008年（平成20年）に現社名に変更している。
1972年（昭和47年）に国立西が丘サッカー場の管理業務を受託して以降、関東地方を中心に各地のスポーツ施設の管理を請け負っている。とりわけプール施設の実績が多いと評価されており、平成14年（2002年）にプール監視サービスに関するISO認証を取得。
また、1977年（昭和52年）に国立代々木競技場で開催された世界フィギュアスケート選手権の運営に関わって以降、イベント管理業務も手掛けるようになる。西武ドームの施設管理業務と球場内で行われるイベント管理業務を請け負っているほか、東京モーターショーの会場運営にも関わっていた。
2003年（平成15年）の地方自治法改正により導入された指定管理者制度に関し、早期に参入した民間企業として知られており、2004年（平成16年）に長崎県佐世保市の温水プール施設エコスパ佐世保の指定管理者に選定されて以降、指定管理者業務を主力事業の一つに位置付けている。
日本スポーツ産業学会などが開催するSports for Japanに2019年から協賛しており、協栄賞としてスポーツ施設活用に関する提言・研究を行う学生の研究奨励を実施している。

## 沿革
- 1964年（昭和39年） - 創業
- 1972年（昭和47年） - 国立西が丘サッカー場の管理業務を受託する[3]。
- 1977年（昭和52年） - 国立代々木競技場で開催された世界フィギュアスケート選手権の会場管理を受託する[3]。
- 1979年（昭和54年） - 西武ライオンズ球場（現：西武ドーム）の場内管理業務（清掃・場内サービス）を受託する[5]。
- 1994年（平成5年） - 東京都現代美術館の管理業務を受託する[3]。
- 1997年（平成9年） - 横浜国際総合競技場（現：日産スタジアム）においてJVの一員として運営・管理を受託する[3]。
- 2002年（平成14年） - 東京国際フォーラムのオペレーション業務を受託する[3]。
- 2004年（平成16年） - 指定管理者業務に参入する[2][3]。
- 2008年（平成20年） - 社名を株式会社協栄に変更。
- 2014年（平成26年） - 創業50周年を迎える。

## 支店一覧
- 千葉支店（千葉県鎌ケ谷市新鎌ヶ谷）
- 埼玉支店（埼玉県所沢市小手指町）
  - 所沢営業所（所沢市上山口）
- 神奈川支店（神奈川県横浜市港北区新横浜）
- 大田支店（東京都大田区蒲田）
- 静岡支店（静岡県静岡市駿河区稲川